# پلیمرهای معدنی هوشمند
پلیمرهای معدنی هوشمند (به انگلیسی Smart inorganic polymer یا SIPs)، نوعی پلیمر هیبریدی یا کاملاً معدنی با خصوصیات قابل کنترل (هوشمند) هستند مانند خواص فیزیکی واکنشی محرک (شکل، هدایت، رئولوژی بیولوژیکی، خودترمیم شونده، حساسیت و غیره) درحالیکه پلیمرهای آلی اغلب پایه نفتی دارند.
پلیمرهای معدنی هوشمند از عناصر غیرکربنی ساخته شده‌اند که می‌توانند استفاده از منابع کمیاب غیر تجدیدپذیر را کاهش دهند و گزینه‌های پایدارتری را ارائه دهند. ساختار تشکیل دهنده متداول SIPها شامل پلی‌سیلوکسان‌ها، پلی فسفات‌ها و پلی فسفاژن‌ها و مقادیر کم دیگر است.
SIPها کاربرد گسترده‌ای در زمینه‌های متنوعی دارند که شامل انتقال دارو و بازسازی بافت تا پوشش‌ها و الکترونیک‌ها است. در مقایسه با پلیمرهای آلی، پلیمرهای معدنی به‌طور کلی دارای عملکرد و سازگاری محیطی بهبود یافته‌تری هستند (بدون نیاز به پلاستی سایزرها، خاصیت مهارکنندگی شعله).
علاوه براین‌ها خصوصیات منحصربه فرد SIPهای مختلف می‌تواند آن‌ها را در طیف گسترده‌ای از کاربردهای جدید فناوری از قبیل الکترولیت‌های جامد پلیمری برای لوازم الکترونیکی مصرفی، الکترونیک‌های مولکولی با عناصر غیرفلزی برای جایگزینی رساناهای مبتنی بر فلز، مواد الکتروکرومیک، پوشش‌های خود بهبود شونده، حسگرهای زیستی و مواد خود مونتاژ، مفید سازد.

### پلی سیلوکسان‌های هوشمند
پلی سیلوکسان، که معمولاً به عنوان سیلیکون شناخته می‌شود، متداول‌ترین پلیمر معدنی تجاری است. طیف گسترده کارهای انجام شده برروی پلی سیلوکسان باعث شده‌است تا بستر ایجاد پلیمرهای هوشمند با ویژگی‌های متنوع، توسط افزودن اکسیدهای فلزی به پلی سیلوکسان یا درج زنجیره‌های جانبی بر روی ساختار اصلی پلی سیلوکسان، فراهم شود.
کاربردهای پلی سیلوکسان‌های هوشمند، از رهایش دارو تا پوشش‌های هوشمند و الکتروکرومیک متفاوت است.

### رهایش دارو
سنتز پلی سیلوکسان‌های پاسخگو به محرک‌های هوشمند، از طریق افزودن آمین پلی سیلوکسان به کربنیل α، β اشباع نشده توسط Aza-michael بر ساخت یک پلی سیلوکسان با زنجیره‌های جانبی (N_isopropy amide)، گزارش شده‌است.
نشان داده شده‌است که این پلی سیلوکسان قادر است ایبوپروفن (NSAID آبگریز) را بارگیری کرده و در واکنش به تغییرات دما آن را آزاد کند، که نشان می‌دهد گزینه مناسبی برای رهایش داروهای هوشمند از داروهای آبگریز است. این عمل به توانایی پلیمر در نگه داشتن ایبوپروفن در بالای دمای محلول بحرانی پایین (LCST) و برعکس، برای حل کردن در زیر LCST گفته می‌شود؛ بنابراین ایبوپروفن بارگذاری شده را در دمای معین و مشخص منتشر می‌کنند.

### پوشش دهی
پوشش‌های پلی سیلوکسان تجاری به راحتی از نظر تجاری در دسترس بوده و قادر به محافظت از سطوح در برابر آلاینده‌های مضر هستند، اما افزودن TiO۲ به آن‌ها توانایی هوشمندی برای تخریب آلاینده‌های چسبیده به سطح آن‌ها را در حضور نور خورشید می‌دهد. این پدیده برای محافظت از بناها بسیار مناسب است. پوشش‌های نساجی هیبریدی مشابه ساخته شده از پلی آمیلوکسان با عملکرد آمینه همراه با TiO۲ و نانو ذرات نقره دارای خواص ضدلک و در عین حال آبگریز هوشمند هستند و آن‌ها را در مقایسه با روکش‌های معمولی ضدآب لکه‌های آبگریز معمولی منحصر به فرد می‌کند. خواص هوشمندی نیز برای پوشش‌های پلی سیلوکسان بدون اکسیدهای فلزی وجود دارد یعنی یک روکش پلی‌سیلوکسان/پلی‌اتیلن‌آمین که برای محافظت از منیزیم دربرابر خوردگی طراحی شده و مشخص شده‌است که می‌تواند خراش‌های کوچک خودرا بهبود بخشد. پلی (ε_کپرولاکتون)/سیلوکسان: پلی-(ε-کپرولاکتون)/سیلوکسان یک ماده ترکیبی معدنی و آلی است که وقتی به عنوان یک ماتریس الکترولیت جامد همراه با یک الکترولیت لیتیم پرکلرات و یک فیلم W۲O۳ استفاده می‌شود، با تغییر شفافیت به تغییر پتانسیل الکتریکی پاسخ می‌دهد و باعث می‌شود آن را به یک شیشه هوشمند الکتروشیمیایی مفید تبدیل کنند.

### پلیمرهای فسفر هوشمند
تعداد زیادی از پلیمرهای فسفر وجود دارد که به نظر می‌رسد برخی از این‌ها دارای خواص هوشمندی هستند و به دلیل زیست سازگاری فسفر برای کاربردهای بیولوژیکی مانند رهایش دارو، مهندسی بافت و ترمیم بافت‌ها، بسیار مورد توجه هستند.

### پلی فسفات‌ها
پلی فسفات (PolyP) یک پلیمر معدنی است که از زیر واحدهای فسفات ساخته شده‌است و می‌تواند نمک‌هایی با کاتیون‌های فلزی فیزیولوژیکی مانند Mg+2 ،Ca+2 ،Sr+2 تشکیل دهد. هنگامی‌که به این فلزات نمک زده می‌شود، می‌تواند به‌طور انتخابی باعث بازسازی استخوان (Ca-PolyP)، سخت شدن استخوان (Sr-PolyP) بسته به فلزی که در آن زده می‌شود، باشد. این توانایی هوشمند، آن را به یک پلیمر نوید بخش برای کاربردهای پزشکی تبدیل کرده‌است.

گروه‌های فسفاتی

### پلی فسفاژن
پلی فسفاژن یک پلیمر معدنی است که از فسفر و نیتروژن تشکیل شده‌است که می‌تواند با افزودن جایگزین‌های آلی، پلیمرهای ترکیبی معدنی و آلی تشکیل دهد. برخی از پلی فسفاژن‌ها به گونه‌ای ساخته شده‌اند که LCST آن‌ها نزدیک دمای بدن باشد و بتوانند با تزریق به فرد، ژلی را تشکیل دهند تا در نهایت برای رهایش دارو مفید باشند. تجزیه بیولوژیکی آن‌ها نشان داده‌است که غیرسمی هستند و میزان تخریب آن‌ها می‌تواند با افزودن جایگزین‌های مختلف تنظیم شود.

### Poly-proDOT-Me2
یک پلیمر معدنی و آلی مبتنی بر فسفر است که وقتی با یک فیلم V۲O۵ جفت می‌شود، ماده‌ای را می‌سازد که می‌تواند با استفاده از یک جریان الکتریکی، رنگ را تغییر دهد. این شیشه هوشمند قادر به انتقال نور از ۵۷٪ به ۲۸٪ در کمتر از یک ثانیه است. این تحول بسیار سریع‌تر از لنزهای فتوکرومیک تجاری است.

### فلزهای هوشمند و فلزهای حاوی پلیمر
اگر چه فلزات به‌طور معمول با ساختارهای پلیمری در ارتباط نیستند، گنجاندن اتم‌های فلزی در زمینه یا به عنوان ساختار وابسته بر روی یک پلیمر می‌تواند خصوصیات هوشمندانه منحصر به فردی به خصوص در رابطه با خواص ردوکس و الکترونیکی ارائه دهد. این خصوصیات می‌تواند خود ترمیمی اکسیداسیون، حساسیت، خودمونتاژی مواد هوشمند باشد که در زیر مورد بحث قرار می‌گیرد.

### پلی استان‌ها
یک طبقه منحصر به فرد پلیمری با زمینه قلع و تنها پلیمر شناخته شده‌ای که دارای زمینه کاملاً ارگانومتالیک است. این امر به ویژه از این جهت منحصر به فرد است که زمینه رسانای قلع توسط مواد ارگانیک احاطه شده‌است و به عنوان یک سیستم عایق در مقیاس اتمی عمل می‌کند. برخی از پلی استان‌ها مانند (n(SnBu2 و (n(Snoct2 توانایی هوشمندی در تراز کردن با محرک‌های خارجی نشان داده‌اند که به نظر برای پیکوالکترونیک مفید هستند. با این حال، پلی استان‌ها در برابر نور بسیار ناپایدار هستند، بنابراین هرگونه پیشرفتی در آن‌ها به روشی برای تثبیت آن در برابر تخریب نور نیاز دارد.

## پلیمرهای بورایکوزاهدرال
بورایکوزاهدرال یک آلوتروپ غیرمعمول هندسی از بور است که می‌تواند به عنوان زنجیره‌های جانبی به یک پلیمر اضافه شود یا به صورت پلیمریزه در ساختار اصلی قرار گیرد.

### پلی فروسنیل سیلان
پلی فروسنیل سیلان گروهی از متالوپلیمر ارگانوسیلیکون رایج با زمینه متشکل از سیلیکون و فروسن است. انواع مختلفی از پلی فروسیلان‌ها یافت شده‌است که مونتاژ هوشمند خود را با واکنش اکسیداسیون و خود جداسازی هوشمند نشان می‌دهند و همچنین انواع مختلف دیگری که می‌توانند به واکنش الکتروشیمیایی پاسخ دهند. به‌طور مثال یک فیلم نازک از یک کوپلیمر ترکیبی غیر آلی و پلی استارن پلی فرو سنیل سیلان است که مشخص شد قادر به جذب و آزادسازی فریتین با استفاده از پتانسیل الکتریکی است.

### بیوسنسینگ فروسن
تعدادی از پلیمرهای ترکیبی معدنی و آلی فروسن دارای خواص هوشمندی هستند که آن‌ها را برای کاربرد در بیوسنسینگ مفید می‌سازد.